# Emanuel Šlechta
Emanuel Šlechta (19. prosince 1895 Kutná Hora – 17. března 1960 Praha) byl český a československý politik Československé strany socialistické, hlavní představitel poúnorového prokomunistického kurzu ČSS, poslanec Národního shromáždění ČSR a ministr vlád Československa. Koncem 50. let byl kritizován komunisty a zbaven některých funkcí. Až do smrti však zůstal ministrem a předsedou Státního výboru pro výstavbu. Spáchal s manželkou sebevraždu.

## Biografie
Od roku 1935 působil jako docent (po válce profesor) Českého vysokého učení technického v Praze. Publikoval odborné národohospodářské studie. Už před válkou se angažoval v národně socialistické straně (v letech 1938–1939 byl členem nově utvořené Strany národní jednoty, v roce 1939 se stal členem výboru Národního souručenství). Za druhé světové války byl aktivní v odboji a řadu let strávil v koncentračním táboře Buchenwald.
V poválečném období se profiloval jako ekonomický expert národních socialistů, byl členem širšího vedení strany. Ve své funkci spolupracoval v některých věcných otázkách již před rokem 1948 s komunisty, nepatřil ale k otevřeně levicovému křídlu. Během únorového převratu v roce 1948 ovšem patřil mezi nejaktivnější představitele frakce tehdejší národně socialistické strany loajální vůči Komunistické straně Československa, která v národně socialistické straně převzala moc a proměnila ji na Československou socialistickou stranu coby spojence komunistického režimu. Z 24 členů předúnorového předsednictva strany byl Šlechta jediný, kdo aktivně spolupracoval s novým režimem. Stal se místopředsedou Ústředního Akčního výboru Národní fronty.
V důsledku únorového převratu se Šlechta stal novým předsedou Československé strany socialistické. Ve funkci ho potvrdila celostátní konference ČSS v říjnu 1954. Získal i ministerský post. V druhé vládě Klementa Gottwalda byl od února 1948 ministrem techniky. Funkci si udržel až do roku 1950 i ve vládě Antonína Zápotockého a Viliama Širokého, v níž se potom stal od roku 1950 ministrem stavebnictví (stavebního průmyslu). Tuto funkci zastával i v následující druhé vládě Viliama Širokého až do roku 1956. V letech 1956–1960 (až do své smrti) pak působil v této vládě na postu ministra a předsedy Státního výboru pro výstavbu. 
Ve volbách roku 1948 byl zvolen do Národního shromáždění za ČSS ve volebním kraji Praha. Mandát získal i ve volbách v roce 1954 (volební obvod Praha-město) a v parlamentu zasedal do své smrti v březnu 1960.
Koncem 50. let 20. se stal objektem podezření ze strany KSČ a státních bezpečnostních složek. V důsledku politických změn po roce 1956 a revize stalinského období, jakož i zlepšení mezinárodní politické situace, totiž Šlechta začal opatrně uvažovat o samostatnější politické existenci Československé strany socialistické. Navazoval styky s podobně orientovanými satelitními nekomunistickými stranami z východní Evropy i se socialistickými politickými subjekty ze západního světa. Už v září 1955 kritizovalo vedení Národní fronty „koaliční iluze“ Emanuela Šlechty, přičemž ho za to kritizoval místopředseda ČSS Alois Neuman. Pozornost vzbuzovala i jeho manželka Anna Šlechtová, která aktivizovala nakladatelství Melantrich jako na KSČ nezávislý vydavatelský dům, ekonomicky propojený s ČSS. KSČ se proto rozhodla o protiúder a na konferenci ČSS kritizoval hovořící komunistický funkcionář KSČ Václav Kopecký příliš blahovolný vztah ČSS k předúnorové minulosti a vyjádřil nespokojenost s provozem podniku Melantrich. V lednu 1959 politbyro Ústředního výboru Komunistické strany Československa rozhodlo odebrat Československé socialistické straně její přidružené podniky. Zároveň došlo k čistkám ve vedení Melantrichu. Z listu Svobodné slovo musela odejít Anna Šlechtová.
Tlak ale dále pokračoval. Zasedání ÚV KSČ z června 1959 rozhodlo o omezení politické činnosti ČSS (předání některých budov a sekretariátů). Strana musela rovněž přislíbit, že při vhodné příležitosti odejde z jejího čela Emanuel Šlechta. K tomu došlo nakonec 16. března 1960 (vystřídal ho Alois Neuman). O den později spáchal Šlechta se svou ženou sebevraždu. Manželé Šlechtovi totiž očekávali blížící se zatčení. Rudé právo oznámilo, že ministr zemřel po krátké těžké nemoci. Vládní pohřeb profesora Šlechty se konal 21. března 1960 ve velké obřadní síni Krematoria hlavního města Prahy ve Strašnicích za účasti četných delegací. Za vládu promluvil ministr spravedlnosti dr. V. Škoda. Smuteční obřad byl zakončen státní hymnou. Urny manželů Šlechtových byly uloženy do hrobu na evangelickém hřbitově v Kutné Hoře.
Tehdejší ministr vnitra a člen politbyra KSČ Rudolf Barák na začátku 90. let publikoval v jednom týdeníku seriál vzpomínek, v jedné z nichž se i podrobně věnoval jak tehdejším rozporům uvnitř ČSS, jež byly pro tragický výsledek zcela zásadní, tak roli (podle něho zcela pasivní a výhradně kontrolní) vnitřní kontrarozvědky (2. správy MV) a okrajově zmiňuje i použití techniky odposlechu a sledování objektu vily v Juárezově ulici v posledních dnech tragédie (kdy kontrarozvědka zjevně podcenila signály a přestala kontrolovat situaci poté, co se manželé Šlechtovi vyjádřili, že jdou spát).

## Ocenění
- V roce 1948 byl prof. RTDr. Ing. Emanuel Šlechta jmenován čestným občanem Kutné Hory.
- Řád Klementa Gottwalda (1955)[13]
- Řád republiky (1955)[14]